# Death metal hörgés
A death metal hörgés (gyakrabban egyszerűen hörgés) egy torokhangú éneklési mód, mely elsősorban a death metal és a grindcore műfajok sajátja, de más metal és hardcore alműfajokban is használják. Nem azonos a sikoltással, a black metalra jellemző károgással vagy az elektronikus úton betorzított énekhanggal (melyet például az aggrotech műfajban alkalmaznak).[forrás?] Groteszk hangzása miatt összhangban áll a death metal sötét, borzongató témáival.

## Eredete
Az artikulált hörgés már a 20. század közepétől fellelhető énekhangként a rockzenében; célja az ominózus, vagy éppen ellenkezőleg, komikus hatás keltése. Az első ilyen dalok a Screamin' Jay Hawkinstól az „I Put a Spell on You” (1956) és a The Who-tól a „Boris the Spider” (1966). A 70-es évek során több rock és punk rock együttes műveiben is feltűnik: így a Pink Floyd egyes dalaiban, vagy éppen Mike Oldfield Tubular Bells albumán a „Caveman” című kompozícióban.
A hörgés, mint éneklési stílus kialakulása a 80-as évek közepére, a death metal megjelenésének idejére tehető, melynek korai képviselői a Death és a Possessed voltak. A 80-as évek végén a hörgést a Napalm Death és a Cannibal Corpse fejlesztette tovább, így még mélyebb, agresszívebb és dinamikusabb lett.[forrás?]

## Technikák
Elsajátítására több technika van, de ezek feladata, hogy fokozzák, mintsem hogy létrehozzák a mély hangot.[pontosabban?] Ilyen például a szabálytalan, recsegő hangszalagrezgetés (vocal fry), vagy az álhangszalagok használata. A hörgés voltaképpen a sikoltás harmonikus felhangja, és bár hangmagasságában más, ugyanazokat az alapelveket lehet alkalmazni, mint a normális éneklésben.[pontosabban?]

## Egészségre való hatása
Bárhogyan is alkalmazzák, a hörgés hosszú távon károsítja a hangszalagokat; ez a folyamat egy idő után a beszédképesség elvesztéséhez is vezethet. A különféle éneklési technikák célja, hogy ezt a károsodást csökkentsék, de megakadályozni nem tudják.[forrás?] Egy holland kórház által készített statisztika szerint a death metal népszerűségével arányosan nőtt a polipban és hangszalagödémában kezelt betegek száma.

## Fordítás
- Ez a szócikk részben vagy egészben  a   Death growl című angol Wikipédia-szócikk ezen változatának fordításán alapul.  Az eredeti cikk szerkesztőit annak laptörténete sorolja fel. Ez a jelzés csupán a megfogalmazás eredetét és a szerzői jogokat jelzi, nem szolgál a cikkben szereplő információk forrásmegjelöléseként.